# Cinétique du point matériel ou sans masse
La cinétique du point matériel ou sans masse est une théorie définissant le mouvement d'une particule de masse positive ou nulle dans un référentiel en tenant compte de son inertie (c'est-à-dire principalement de sa masse inerte).
La cinétique du point matériel apparaît sous sa forme classique avec Isaac Newton (1643 - 1727) ; plus de deux siècles plus tard - en 1905 - Albert Einstein (1879 - 1955) crée la cinétique des particules matérielles sous sa forme relativiste ainsi que celle du photon (base de la cinétique des particules sans masse).

## Définitions des grandeurs cinétiques
On définit trois grandeurs cinétiques pour décrire le mouvement d'une particule dans un référentiel en tenant compte de son inertie :

### Quantité de mouvement
La quantité de mouvement d'une particule est usuellement notée {\displaystyle {\vec {p}}}, sa définition dépend de la cinétique utilisable :

#### En cinétique classique
où {\displaystyle m>0} est la masse de la particule et {\displaystyle {\vec {v}}} sa vitesse (avec {\displaystyle \lVert {\vec {v}}\rVert \ll c} correspondant pratiquement à {\displaystyle \lVert {\vec {v}}\rVert <{\tfrac {c}{10}}}).

#### En cinétique relativiste des particules massiques
Pour une particule ayant une masse {\displaystyle m>0} et une vitesse {\displaystyle {\vec {v}}} (avec {\displaystyle \lVert {\vec {v}}\rVert <c\;\color {white}{.}}) : 
(si la masse {\displaystyle m\rightarrow 0}, {\displaystyle \lVert {\vec {v}}\rVert \rightarrow c\Rightarrow \gamma \rightarrow \infty } rendant la formule inapplicable dans le cas limite des particules de masse nulle).

#### En cinétique (relativiste) des particules de masse nulle
Pour des particules de masse nulle (essentiellement des photons) :
la première étant de norme variable et la seconde de norme constante.

#### Unité
Dans le système international d'unités (ou {\displaystyle S.I.}), la norme de la quantité de mouvement s'exprime en {\displaystyle kg\!\cdot \!m\!\cdot \!s^{-1}}.

### Moment cinétique (relativement à un point O du référentiel)
Le moment cinétique d'une particule (relativement à un point {\displaystyle O} du référentiel) est noté {\displaystyle {\vec {\sigma }}_{O}} (ou {\displaystyle {\vec {L}}_{O}}).

#### En cinétique classique ou relativiste, quelle que soit la masse
Ce dernier est défini comme le « moment de la quantité de mouvement calculé par rapport à {\displaystyle O} »
où {\displaystyle M} est la position de la particule à l'instant considéré.

#### Unité
Dans le système international d'unités (ou {\displaystyle S.I.}), la norme du moment cinétique d'une particule s'exprime en {\displaystyle kg\!\cdot \!m^{2}\!\!\cdot \!s^{-1}}.

### Énergie cinétique
L'énergie cinétique est la seule grandeur scalaire parmi les trois principales, elle est usuellement notée {\displaystyle E_{c}} (ou {\displaystyle E_{k}} ou encore {\displaystyle K}), sa définition dépend de la cinétique utilisable :

#### En cinétique relativiste des particules massiques
Pour une particule de masse {\displaystyle m>0}, de vitesse {\displaystyle {\vec {v}}} (avec {\displaystyle \lVert {\vec {v}}\rVert <c}) et de facteur de Lorentz « {\displaystyle \gamma >1} » :
le plus souvent on remplace l'utilisation de l'énergie cinétique {\displaystyle E_{c}} par l'énergie totale {\displaystyle E} ; 
celle-ci est l'énergie cinétique décalée d'une constante égale à l'énergie de masse {\displaystyle \color {white}{\text{.}}\,\color {black}{E_{0}=m\,c^{2}}\,\color {white}{\text{.}}} c.-à-d. : 

#### En cinétique (relativiste) des particules de masse nulle
Pour des particules de masse nulle :

#### Unité
Dans le système international d'unités (ou {\displaystyle S.I.}), l'énergie cinétique s'exprime en joules de symbole {\displaystyle \mathrm {J=kg\!\cdot \!m^{2}\!\!\cdot \!s^{-2}} }.

## Propriétés des grandeurs cinétiques classiques (ou newtoniennes)
Cette cinétique s'applique aux particules ayant une masse {\displaystyle m>0} et une vitesse {\displaystyle {\vec {v}}} telle que {\displaystyle \lVert {\vec {v}}\rVert \ll c} (où {\displaystyle c} est la vitesse de la lumière dans le vide), ce qui correspond approximativement à {\displaystyle \lVert {\vec {v}}\rVert \lesssim {\tfrac {c}{10}}} et plus précisément à {\displaystyle \lVert {\vec {v}}\rVert \lesssim 0,14\;c\simeq 42000\;km\!\cdot \!s^{-1}} à 1 % près ;
bien que la masse d'une particule soit invariante par changement de référentiel, la cinétique - comme la cinématique - dépend du référentiel.
Pour toute particule matérielle et dans tout référentiel on a défini trois grandeurs cinétiques, deux vectorielles sa quantité de mouvement ainsi que son moment cinétique relativement à O (point fixe ou mobile du référentiel) et une scalaire son énergie cinétique.

### Quantité de mouvement
Formellement la grandeur cinétique {\displaystyle {\vec {p}}} est le produit de la grandeur cinématique {\displaystyle {\vec {v}}} et de la grandeur d'inertie {\displaystyle m}, elle représente une réserve vectorielle exprimant le mouvement mais aussi l'inertie de la particule.

### Moment cinétique relativement à O
Formellement le moment cinétique relativement à {\displaystyle O} est le produit vectoriel de « {\displaystyle {\overrightarrow {OM}}} » et de la première grandeur cinétique, « la quantité de mouvement {\displaystyle {\vec {p}}} », il représente vectoriellement une réserve exprimant le mouvement mais aussi l'inertie de la particule, le tout relativement au point {\displaystyle O}.

#### Relation de changement de point par rapport auquel le moment cinétique est défini
{\displaystyle O} et {\displaystyle O'} étant deux points quelconques (fixes ou mobiles dans le référentiel {\displaystyle {\mathcal {R}}}), les moments cinétiques de la particule relativement à chaque point {\displaystyle \color {white}{.}\;\color {black}{\vec {\sigma }}_{O}\;\color {white}{.}} et {\displaystyle \color {white}{.}\;\color {black}{\vec {\sigma }}_{O'}\;\color {white}{.}} sont liés entre eux par :{\displaystyle \color {white}{.}\color {black}\qquad {\vec {\sigma }}_{O'}={\vec {\sigma }}_{O}+{\overrightarrow {O'O}}\wedge {\vec {p}}}.
Preuve : dans la définition de {\displaystyle {\vec {\sigma }}_{O'}={\overrightarrow {O'M}}\wedge {\vec {p}}}, on utilise la relation de Chasles {\displaystyle \color {white}{.}\;\color {black}{\overrightarrow {O'M}}={\overrightarrow {O'O}}+{\overrightarrow {OM}}\;\color {white}{.}} d'où {\displaystyle \color {white}{.}\;\color {black}{\vec {\sigma }}_{O'}=\left({\overrightarrow {O'O}}+{\overrightarrow {OM}}\right)\wedge {\vec {p}}\;\color {white}{.}} puis la distributivité du produit vectoriel par rapport à l'addition soit {\displaystyle \color {white}{.}\;\color {black}{\vec {\sigma }}_{O'}={\overrightarrow {O'O}}\wedge {\vec {p}}+{\overrightarrow {OM}}\wedge {\vec {p}}\;\color {white}{.}} dont on tire la relation cherchée, en reconnaissant dans le dernier terme le moment cinétique relativement à {\displaystyle O}, soit {\displaystyle \color {white}{.}\;\color {black}{\vec {\sigma }}_{O'}={\overrightarrow {O'O}}\wedge {\vec {p}}+{\vec {\sigma }}_{O}={\vec {\sigma }}_{O}+{\overrightarrow {O'O}}\wedge {\vec {p}}}.

#### Cas d'un mouvement rectiligne
Si on choisit l'origine {\displaystyle O} de calcul des moments sur la trajectoire de la particule, on a {\displaystyle \color {white}{.}\;\color {black}{\overrightarrow {OM}}\parallel {\vec {p}}\;\color {white}{.}} et, par définition du produit vectoriel de deux vecteurs colinéaires, {\displaystyle \color {white}{.}\;\color {black}{\vec {\sigma }}_{O}={\vec {0}}}.

#### Cas d'un mouvement circulaire

##### Expression du vecteur vitesse en fonction des vecteurs position et rotation
Dans le cas d'un mouvement de rotation de rayon {\displaystyle r} autour du point {\displaystyle O}, de vecteur rotation {\displaystyle {\vec {\Omega }}} (ou résultante du torseur cinématique) {\displaystyle \color {white}{.}\;\color {black}{\vec {\Omega }}=\omega \,{\vec {u}}_{\Delta }\;\color {white}{.}} où {\displaystyle \omega } est la vitesse angulaire de rotation autour de l'axe {\displaystyle \Delta } passant par {\displaystyle O} et {\displaystyle {\vec {u}}_{\Delta }} le vecteur unitaire de l'axe définissant le sens positif de rotation, le vecteur vitesse {\displaystyle {\vec {v}}} de la particule positionnée en {\displaystyle M} à l'instant considéré s'exprime selon :

##### Expression du moment cinétique en O
Si on reporte l'expression du vecteur vitesse dans la définition du moment cinétique en {\displaystyle O} on obtient {\displaystyle {\vec {\sigma }}_{O}={\overrightarrow {OM}}\wedge m\left({\vec {\Omega }}\wedge {\overrightarrow {OM}}\right)} ou encore {\displaystyle {\vec {\sigma }}_{O}=m\left[{\overrightarrow {OM}}\wedge \left({\vec {\Omega }}\wedge {\overrightarrow {OM}}\right)\right]} et, en utilisant la formule du double produit vectoriel {\displaystyle {\vec {A}}\wedge \left({\vec {B}}\wedge {\vec {C}}\right)=\left({\vec {A}}\cdot {\vec {C}}\right){\vec {B}}-\left({\vec {A}}\cdot {\vec {B}}\right){\vec {C}}}, cela donne {\displaystyle {\overrightarrow {OM}}\wedge \left({\vec {\Omega }}\wedge {\overrightarrow {OM}}\right)=\left({\overrightarrow {OM}}\cdot {\overrightarrow {OM}}\right){\vec {\Omega }}-{\cancel {\left({\overrightarrow {OM}}\cdot {\vec {\Omega }}\right){\overrightarrow {OM}}}}=r^{2}\,{\vec {\Omega }}} car {\displaystyle {\overrightarrow {OM}}\perp {\vec {\Omega }}\quad {\text{et}}\quad \lVert {\overrightarrow {OM}}\rVert =r} ; finalement :
Dans le système international d'unités (ou {\displaystyle S.I.}) le moment d'inertie s'exprime en {\displaystyle kg\!\cdot \!m^{2}}.
Le moment d'inertie est une deuxième grandeur d'inertie introduite (la première étant la masse) et, à l'aide de cette autre grandeur d'inertie, on retrouve, dans le cas de la rotation d'une particule, la relation formelle écrite dans le cas général à savoir :

#### Cas d'un mouvement plan curviligne (non circulaire)
Le mouvement étant plan, on y choisit {\displaystyle O} fixe ; on repère la particule par ses coordonnées polaires {\displaystyle \left(r,\,\theta \right)} dans le plan {\displaystyle \left(x,y\right)} du mouvement, ce plan étant orienté par le vecteur unitaire {\displaystyle {\vec {u}}_{z}} de l'axe {\displaystyle z'z} passant par {\displaystyle O} et {\displaystyle \perp } au plan {\displaystyle \left(x,y\right)}, tel que la base cartésienne {\displaystyle \left({\vec {u}}_{x},\,{\vec {u}}_{y},\,{\vec {u}}_{z}\right)}, choisie orthonormée, soit directe [base encore notée {\displaystyle \left({\hat {x}},\,{\hat {y}},\,{\hat {z}}\right)}] ; la base polaire associée à la particule est notée {\displaystyle \left({\vec {u}}_{r},\,{\vec {u}}_{\theta }\right)} ou {\displaystyle \left({\hat {r}},\,{\hat {\theta }}\right)}, c'est un cas particulier de la base cylindrique d'axe {\displaystyle z'z} notée {\displaystyle \left({\vec {u}}_{r},\,{\vec {u}}_{\theta },\,{\vec {u}}_{z}\right)} ou {\displaystyle \left({\hat {r}},\,{\hat {\theta }},\,{\hat {z}}\right)} également directe ;
la particule, positionnée en {\displaystyle M} à l'instant considéré, a un vecteur position {\displaystyle \color {white}{.}\;\color {black}{\overrightarrow {OM}}=r\,{\vec {u}}_{r}\;\color {white}{.}} et un vecteur vitesse {\displaystyle \color {white}{.}\;\color {black}{\vec {v}}={\dot {\overrightarrow {OM}}}={\dot {r}}\,{\vec {u}}_{r}+r\,{\dot {\theta }}\,{\vec {u}}_{\theta }\;\color {white}{.}} ou {\displaystyle \color {white}{.}\;\color {black}{\vec {v}}={\frac {d\!\left({\overrightarrow {OM}}\right)}{dt}}={\frac {dr}{dt}}\,{\vec {u}}_{r}+r\,{\frac {d\theta }{dt}}\,{\vec {u}}_{\theta }\;\color {white}{.}} ;
on en déduit {\displaystyle {\vec {\sigma }}_{O}=r\,{\vec {u}}_{r}\wedge m\left({\dot {r}}\,{\vec {u}}_{r}+r\,{\dot {\theta }}\,{\vec {u}}_{\theta }\right)} soit, avec la distributivité du produit vectoriel par rapport à l'addition et avec {\displaystyle {\vec {u}}_{r}\,\wedge \,{\vec {u}}_{r}={\vec {0}}} ainsi qu'avec {\displaystyle {\vec {u}}_{r}\,\wedge \,{\vec {u}}_{\theta }={\vec {u}}_{z}}, on obtient l'expression suivante : 

### Énergie cinétique
L'énergie cinétique {\displaystyle E_{c}} (encore notée {\displaystyle E_{k}} ou {\displaystyle K}) peut être définie à partir de la première grandeur cinétique, « la quantité de mouvement {\displaystyle {\vec {p}}} », et de la grandeur d'inertie associée, « la masse {\displaystyle m} », selon {\displaystyle \color {white}{.}\color {black}E_{c}={\frac {{\vec {p}}\,^{2}}{2m}}\;\color {white}{.}} c.-à-d. formellement la moitié du quotient du carré de la grandeur cinétique {\displaystyle {\vec {p}}} sur la grandeur d'inertie associée {\displaystyle m} ;
on élimine aisément la première grandeur cinétique, « la quantité de mouvement {\displaystyle {\vec {p}}} », au profit des premières grandeurs cinématique et d'inertie, « la vitesse {\displaystyle {\vec {v}}} et la masse {\displaystyle m} », par utilisation de {\displaystyle \color {white}{.}\color {black}{\vec {p}}=m{\vec {v}}\;\color {white}{.}}, d'où {\displaystyle \color {white}{.}\color {black}E_{c}={\frac {\left(m\,{\vec {v}}\right)^{2}}{2m}}\;\color {white}{.}} et on obtient la définition équivalente {\displaystyle \color {white}{.}\color {black}E_{c}={\frac {1}{2}}m{\vec {v}}\,^{2}\;\color {white}{.}} c.-à-d. formellement la moitié du produit du carré de la grandeur cinématique {\displaystyle {\vec {v}}} par la grandeur d'inertie associée {\displaystyle m} ;
on dispose aussi d'une troisième définition équivalente n'utilisant pas la masse, obtenue par {\displaystyle E_{c}={\frac {{\vec {p}}\!\cdot \!{\vec {p}}}{2m}}={\frac {{\vec {p}}\!\cdot \!m{\vec {v}}}{2m}}} soit finalement {\displaystyle E_{c}={\frac {1}{2}}\,{\vec {p}}\!\cdot \!{\vec {v}}}, c.-à-d. formellement la moitié du produit scalaire de la grandeur cinétique {\displaystyle {\vec {p}}} et de la grandeur cinématique associée {\displaystyle {\vec {v}}}.

#### Cas d'un mouvement circulaire
Pour induire l'expression de l'énergie cinétique on peut utiliser la méthode formelle indiquée ci-dessus, sachant que, dans le cas d'une rotation, la grandeur cinématique intéressante est le vecteur rotation {\displaystyle {\vec {\Omega }}}, la grandeur cinétique associée, le moment cinétique relativement au centre {\displaystyle O} de rotation {\displaystyle {\vec {\sigma }}_{O}} et la grandeur d'inertie correspondante, le moment d'inertie relativement à l'axe {\displaystyle \Delta } de rotation {\displaystyle J_{\Delta }} d'où :
l'énergie cinétique {\displaystyle E_{c}} est la moitié du quotient du carré de la grandeur cinétique {\displaystyle {\vec {\sigma }}_{O}} sur la grandeur d'inertie associée {\displaystyle J_{\Delta }}, soit {\displaystyle E_{c}={\frac {{\vec {\sigma }}_{O}^{\,2}}{2\,J_{\Delta }}}} ;
l'énergie cinétique {\displaystyle E_{c}} est la moitié du produit du carré de la grandeur cinématique {\displaystyle {\vec {\Omega }}} par la grandeur d'inertie associée {\displaystyle J_{\Delta }}, soit {\displaystyle E_{c}={\frac {1}{2}}\,J_{\Delta }\,{\vec {\Omega }}^{2}} ;
l'énergie cinétique {\displaystyle E_{c}} est la moitié du produit scalaire de la grandeur cinétique {\displaystyle {\vec {\sigma }}_{O}} et de la grandeur cinématique associée {\displaystyle {\vec {\Omega }}}, soit {\displaystyle E_{c}={\frac {{\vec {\sigma }}_{O}\!\cdot \!{\vec {\Omega }}}{2}}}.
Pour démontrer ces expressions on peut partir de la définition {\displaystyle E_{c}={\frac {1}{2}}\,{\vec {p}}\!\cdot \!{\vec {v}}} en y reportant l'expression de la vitesse dans le cas d'un mouvement circulaire {\displaystyle {\vec {v}}={\vec {\Omega }}\wedge {\overrightarrow {OM}}}, on obtient {\displaystyle E_{c}={\frac {1}{2}}\,{\vec {p}}\!\cdot \!\left({\vec {\Omega }}\wedge {\overrightarrow {OM}}\right)={\frac {1}{2}}\left({\vec {\Omega }}\wedge {\overrightarrow {OM}}\right)\!\cdot \!{\vec {p}}} dans laquelle on reconnaît le produit mixte de trois vecteurs {\displaystyle \left[{\vec {A}},\,{\vec {B}},\,{\vec {C}}\right]=\left({\vec {A}}\wedge {\vec {B}}\right)\!\cdot {\vec {C}}\;\color {white}{.}} ; on utilise alors l'invariance du produit mixte par permutation circulaire c.-à-d. {\displaystyle \color {white}{.}\;\color {black}\left[{\vec {A}},\,{\vec {B}},\,{\vec {C}}\right]=\left[{\vec {B}},\,{\vec {C}},\,{\vec {A}}\right]=} {\displaystyle \left[{\vec {C}},\,{\vec {A}},\,{\vec {B}}\right]\color {white}{.}} d'où {\displaystyle \color {white}{.}\;\color {black}\left({\vec {\Omega }}\wedge {\overrightarrow {OM}}\right)\!\cdot \!{\vec {p}}=\left({\overrightarrow {OM}}\wedge {\vec {p}}\right)\!\cdot \!{\vec {\Omega }}\;\color {white}{.}} soit {\displaystyle \color {white}{.}\;\color {black}E_{c}={\frac {1}{2}}\left({\overrightarrow {OM}}\wedge {\vec {p}}\right)\!\cdot \!{\vec {\Omega }}={\frac {1}{2}}{\vec {\sigma }}_{O}\!\cdot {\vec {\Omega }}\;\color {white}{.}} ; le remplacement de {\displaystyle {\vec {\Omega }}} par {\displaystyle {\frac {{\vec {\sigma }}_{O}}{J_{\Delta }}}} donne la première expression alors que le remplacement de {\displaystyle {\vec {\sigma }}_{O}} par {\displaystyle J_{\Delta }\,{\vec {\Omega }}} fournit la seconde.
Dans le cas d'une rotation on peut donc aussi utiliser les trois expressions suivantes de l'énergie cinétique :

#### Cas d'un mouvement plan curviligne (non circulaire)
On choisit {\displaystyle O} dans le plan du mouvement et on y repère la particule par ses coordonnées polaires {\displaystyle \left(r,\,\theta \right)}, le plan du mouvement étant orienté par le vecteur unitaire {\displaystyle {\vec {u}}_{z}} de l'axe {\displaystyle z'z} passant par {\displaystyle O} et {\displaystyle \perp } au plan ; la base polaire associée à la particule est notée {\displaystyle \left({\vec {u}}_{r},\,{\vec {u}}_{\theta }\right)} ou {\displaystyle \left({\hat {r}},\,{\hat {\theta }}\right)}, c'est un cas particulier de la base cylindrique d'axe {\displaystyle z'z} notée {\displaystyle \left({\vec {u}}_{r},\,{\vec {u}}_{\theta },\,{\vec {u}}_{z}\right)} ou {\displaystyle \left({\hat {r}},\,{\hat {\theta }},\,{\hat {z}}\right)} base directe ;
la particule, positionnée en {\displaystyle M} à l'instant considéré, ayant un vecteur vitesse {\displaystyle {\vec {v}}={\dot {\overrightarrow {OM}}}={\dot {r}}\,{\vec {u}}_{r}+r\,{\dot {\theta }}\,{\vec {u}}_{\theta }} on en déduit l'expression de son énergie cinétique par {\displaystyle E_{c}={\frac {1}{2}}m{\vec {v}}\,^{2}} en utilisant {\displaystyle {\vec {v}}^{\,2}=\lVert {\vec {v}}\rVert ^{2}={\dot {r}}^{2}+r^{2}{\dot {\theta }}^{2}} : 

## Propriétés des grandeurs cinétiques relativistes des particules matérielles
La cinétique relativiste s'est développée quasi simultanément à la cinématique et la dynamique relativistes ; cette dernière repose sur deux postulats, appelés postulats d'Einstein (1905) :
1. Principe de relativité : Les lois de la physique ont la même forme dans tous les référentiels galiléens.
2. La vitesse de la lumière dans le vide a la même valeur dans tous les référentiels galiléens.

En théorie classique, le caractère galiléen d'un référentiel n'intervient que dans la dynamique [en effet la cinétique est définie dans n'importe quel référentiel, qu'il soit galiléen ou pas, mais pour décrire simplement son évolution éventuelle connaissant ses causes de variation - c.-à-d. pour faire de la dynamique - il est exigé que le référentiel soit galiléen] ;
en théorie relativiste (ou relativité restreinte), on retrouve cette exigence concernant la dynamique - mais aussi toutes les lois de la physique - dans le premier postulat ; quant au second postulat, il concerne a priori l'électromagnétisme (nécessité que les référentiels soient galiléens pour écrire simplement les équations de Maxwell dans le vide, les changements de référentiels galiléens du champ électromagnétique étant décrits par ses transformations de Lorentz, lesquelles se retrouvent sous une forme semblable en cinétique du point).

### Quantité de mouvement

#### Expression relativiste de la quantité de mouvement
Pour une particule de masse {\displaystyle m>0}  et de vitesse {\displaystyle {\vec {v}}} dans un référentiel spatio-temporel avec {\displaystyle \lVert {\vec {v}}\rVert <c}, la quantité de mouvement définie précédemment, peut être réécrite en introduisant la vitesse relative de la particule dans le référentiel d'étude {\displaystyle \color {white}{.}\color {black}{\vec {\beta }}={\frac {\vec {v}}{c}}\left(\Leftrightarrow {\vec {v}}={\vec {\beta }}\,c\right)\color {white}{.}} de norme {\displaystyle \color {white}{.}\color {black}\lVert {\vec {\beta }}\rVert =\beta <1\color {white}{.}}, permettant de simplifier l'écriture du facteur de Lorentz en {\displaystyle \color {white}{.}\color {black}\gamma ={\frac {1}{\sqrt {1-\beta ^{2}}}}\quad \Leftrightarrow \quad \gamma ^{2}=1+\gamma ^{2}\,\beta ^{2}\color {white}{.}}, soit finalement : 
L'unité de norme de quantité de mouvement du {\displaystyle S.I.} le {\displaystyle \color {white}{.}\color {black}kg\!\cdot \!m\!\cdot \!s^{-1}\color {white}{.}} est mal adaptée pour des particules élémentaires compte tenu de la petitesse des valeurs de masse ; on utilise fréquemment une unité dérivée le {\displaystyle \color {white}{.}\color {black}MeV/c\color {white}{.}} en introduisant la grandeur homogène à une énergie c.-à-d. {\displaystyle \color {white}{.}\color {black}{\vec {p}}\,c=} {\displaystyle \gamma \,mc^{2}\,{\vec {\beta }}=\gamma \,E_{0}\,{\vec {\beta }}\color {white}{.}} avec {\displaystyle \color {white}{.}\color {black}E_{0}=m\,c^{2}\color {white}{.}} énergie de masse de la particule, usuellement exprimée en mégaélectron-volt de symbole {\displaystyle \color {white}{.}\color {black}MeV\color {white}{.}} [{\displaystyle \color {white}{.}\color {black}1\;MeV} {\displaystyle \simeq 1,602\;10^{-13}\,J\color {white}{.}}] ; ainsi une quantité de mouvement de norme égale à {\displaystyle \color {white}{.}\color {black}1\;MeV/c\color {white}{.}} correspond à une grandeur {\displaystyle \color {white}{.}\color {black}{\vec {p}}\,c\color {white}{.}} de norme égale à {\displaystyle \color {white}{.}\color {black}1\;MeV\color {white}{.}}.

#### Expression relativiste de la quantité de mouvement aux faibles vitesses
Dans le domaine des faibles vitesses {\displaystyle \lVert {\vec {v}}\rVert \ll c\;\Leftrightarrow \;\beta =\lVert {\vec {\beta }}\rVert \ll 1} c.-à-d. que la norme de la vitesse relative peut être considérée comme un infiniment petit ; on peut alors faire un développement limité de la norme de {\displaystyle {\vec {p}}\,c=\gamma \,E_{0}\,{\vec {\beta }}} à l'ordre le plus bas non nul en {\displaystyle \beta } et, la grandeur étant proportionnelle à l'infiniment petit {\displaystyle \beta }, il suffit de faire le « développement limité de {\displaystyle \gamma ={\frac {1}{\sqrt {1-\beta ^{2}}}}} à l'ordre zéro » soit {\displaystyle \gamma \simeq 1} et par suite 
Avec cette approximation l'erreur commise sur la norme de la quantité de mouvement est {\displaystyle \varepsilon _{p}=\lVert {\vec {p}}_{\text{relativ}}\rVert -\lVert {\vec {p}}_{\text{class}}\rVert =\gamma \,m\,c\,\beta -m\,c\,\beta }, soit encore {\displaystyle \varepsilon _{p}=\left(\gamma -1\right)m\,c\,\beta } et elle peut être estimée en poussant le « développement limité de {\displaystyle \gamma } à l'ordre un en {\displaystyle \beta ^{2}} » ;
de façon à utiliser la première formule du formulaire des développements limités des fonctions usuelles au voisinage de zéro {\displaystyle \left(1+x\right)^{a}=1+a\,x+o(x)} développement limité à l'ordre un en l'infiniment petit {\displaystyle x} ou, écrit de façon plus succincte (et donc moins précise) {\displaystyle \left(1+x\right)^{a}\simeq 1+a\,x}, on réécrit le facteur de Lorentz selon {\displaystyle \gamma =\left(1-\beta ^{2}\right)^{-{\frac {1}{2}}}} et son développement limité à l'ordre un en {\displaystyle \beta ^{2}} donne :
{\displaystyle {\frac {\lVert {\vec {p}}_{\text{relativ}}\rVert -\lVert {\vec {p}}_{\text{class}}\rVert }{\lVert {\vec {p}}_{\text{class}}\rVert }}={\frac {\varepsilon _{p}}{m\,c\,\beta }}={\frac {1}{2}}\,\beta ^{2}} ; cette dernière est inférieure à {\displaystyle 1\,\%=10^{-2}} si {\displaystyle \beta ^{2}<2\,10^{-2}} soit {\displaystyle \beta <{\sqrt {2}}\,10^{-1}\simeq 0,14} ; on vérifie ainsi que l'expression classique de la quantité de mouvement reste applicable à {\displaystyle 1\,\%} près si {\displaystyle \color {white}{.}\;\color {black}\lVert {\vec {v}}\rVert <0,14\,c\simeq 42000\;km\!\cdot \!s^{-1}}.

### Moment cinétique relativement à O
Pour obtenir l'expression relativiste du moment cinétique d'une particule relativement à {\displaystyle O}, il suffit de reporter l'expression relativiste de la quantité de mouvement dans la définition du moment cinétique {\displaystyle \color {white}{.}\color {black}{\vec {\sigma }}_{O}={\overrightarrow {OM}}\wedge {\vec {p}}\color {white}{.}\;} soit « {\displaystyle {\vec {\sigma }}_{O}={\overrightarrow {OM}}\wedge \gamma \,m\,{\vec {v}}={\overrightarrow {OM}}\wedge \gamma \,m\,c\,{\vec {\beta }}\color {white}{.}} ».

### Énergie cinétique

#### Expression relativiste de l'énergie cinétique (et de l'énergie totale)
Pour une particule de masse {\displaystyle m>0}, de vitesse {\displaystyle {\vec {v}}} (avec {\displaystyle \lVert {\vec {v}}\rVert <c}) et de facteur de Lorentz « {\displaystyle \gamma >1} » l'énergie cinétique a été définie, en fonction du facteur de Lorentz {\displaystyle \color {white}{.}\;\color {black}\gamma ={\frac {1}{\sqrt {1-\beta ^{2}}}}\;\color {white}{.}} avec {\displaystyle \color {white}{.}\;\color {black}{\vec {\beta }}={\frac {\vec {v}}{c}}\;\color {white}{.}} vitesse relative de la particule, selon : {\displaystyle \color {white}{.}\qquad \color {black}E_{c}=(\gamma \,-\,1)\,m\,c^{2}} ;
le plus souvent on remplace l'utilisation de l'énergie cinétique {\displaystyle E_{c}} par celle de l'énergie totale {\displaystyle \color {white}{.}\;\color {black}E=E_{c}+E_{0}\;\color {white}{.}} avec {\displaystyle \color {white}{.}\;\color {black}E_{0}=m\,c^{2}\;\color {white}{.}} énergie de masse de la particule, d'où : {\displaystyle \color {white}{.}\qquad \qquad \qquad \qquad \qquad \qquad \qquad \qquad \qquad \qquad \qquad \qquad \qquad \qquad \quad \color {black}E=\gamma \,m\,c^{2}=\gamma \,E_{0}\color {white}{.}}.
L'unité d'énergie du {\displaystyle S.I.} le {\displaystyle \color {white}{.}\color {black}J=kg\!\cdot \!m^{2}\!\cdot \!s^{-2}\color {white}{.}} est mal adaptée pour des particules élémentaires ; on utilise souvent le mégaélectron-volt de symbole {\displaystyle \color {white}{.}\color {black}MeV\color {white}{.}} 
 [{\displaystyle \color {white}{.}\color {black}1\;MeV\simeq 1,602\;10^{-13}\,J\color {white}{.}}].

#### Expression relativiste de l'énergie cinétique aux faibles vitesses
Dans le domaine des faibles vitesses {\displaystyle \lVert {\vec {v}}\rVert \ll c\;\Leftrightarrow \;\beta =\lVert {\vec {\beta }}\rVert \ll 1}, la norme de la vitesse relative peut être considérée comme un infiniment petit ; on peut alors faire un développement limité de {\displaystyle \color {white}{.}\color {black}E_{c}=\left(\gamma \,-\,1\right)mc^{2}=\left(\gamma \,-\,1\right)E_{0}\;\color {white}{.}} à l'ordre le plus bas non nul et, comme le facteur de Lorentz ne fait intervenir que le carré de la norme de la vitesse relative {\displaystyle \color {white}{.}\color {black}\gamma ={\frac {1}{\sqrt {1-\beta ^{2}}}}\color {white}{.}}, on prendra {\displaystyle \beta ^{2}} comme infiniment petit, il suffit donc de « faire le développement limité de {\displaystyle \color {white}{.}\color {black}\gamma ={\frac {1}{\sqrt {1-\beta ^{2}}}}\color {white}{.}} à l'ordre un en {\displaystyle \beta ^{2}} » ;
l'erreur commise sur la norme de la quantité de mouvement en adoptant son expression classique étant {\displaystyle \color {white}{.}\;\color {black}\varepsilon _{p}=\lVert {\vec {p}}_{\text{relativ}}\rVert -\lVert {\vec {p}}_{\text{class}}\rVert =...} {\displaystyle ...=\left(\gamma -1\right)m\,c\,\beta \;\color {white}{.}} et ayant aussi nécessité le développement limité de {\displaystyle \color {white}{.}\color {black}\gamma ={\frac {1}{\sqrt {1-\beta ^{2}}}}\color {white}{.}} à l'ordre un en {\displaystyle \beta ^{2}}, il suffit de reprendre ce dernier {\displaystyle \gamma =\left(1-\beta ^{2}\right)^{-{\frac {1}{2}}}\simeq 1+{\frac {1}{2}}\,\beta ^{2}\;\color {white}{.}} d'où {\displaystyle \color {white}{.}\;\color {black}\gamma -1\simeq {\frac {1}{2}}\,\beta ^{2}\;\color {white}{.}} dont on déduit {\displaystyle \color {white}{.}\color {black}E_{c}=\left(\gamma \,-\,1\right)E_{0}\simeq {\frac {1}{2}}\,\beta ^{2}\,E_{0}={\frac {1}{2}}\left({\frac {\lVert {\vec {v}}\rVert }{c}}\right)^{\!\!\!2}mc^{2}\;\color {white}{.}} et par suite 
Avec cette approximation l'erreur commise sur l'énergie cinétique est {\displaystyle \color {white}{.}\color {black}\varepsilon _{E_{c}}=E_{c,\,{\text{relativ}}}-E_{c,\,{\text{class}}}=\left(\gamma \,-\,1\right)E_{0}-{\frac {1}{2}}\,\beta ^{2}\,E_{0}\color {white}{.}}, soit encore {\displaystyle \varepsilon _{E_{c}}=\left(\gamma -1-{\frac {1}{2}}\,\beta ^{2}\right)E_{0}\color {white}{.}} et elle peut être estimée en poussant le « développement limité de {\displaystyle \gamma } à l'ordre deux en {\displaystyle \beta ^{2}} » ;
de façon à utiliser la première formule du formulaire des développements limités des fonctions usuelles au voisinage de zéro {\displaystyle \left(1+x\right)^{a}=1+a\,x+{\frac {a\,(a-1)}{2}}\,x^{2}+o(x^{2})} développement limité à l'ordre deux en l'infiniment petit {\displaystyle x} ou, écrit de façon plus succincte (et donc moins précise) {\displaystyle \left(1+x\right)^{a}\simeq 1+a\,x+{\frac {a\,(a-1)}{2}}\,x^{2}}, on réécrit le facteur de Lorentz selon {\displaystyle \gamma =\left(1-\beta ^{2}\right)^{-{\frac {1}{2}}}} et son développement limité à l'ordre deux en {\displaystyle \beta ^{2}} donne :
la valeur absolue de cette dernière est inférieure à {\displaystyle 1\,\%=10^{-2}} si {\displaystyle \color {white}{.}\;\color {black}\beta ^{2}<4\,10^{-2}\color {white}{.}} soit {\displaystyle \color {white}{.}\;\color {black}\beta <2\,10^{-1}\simeq 0,2\;\color {white}{.}} ; l'expression classique de l'énergie cinétique reste applicable à {\displaystyle 1\,\%} près « si {\displaystyle \lVert {\vec {v}}\rVert <0,2\,c\simeq 60000\;km\!\cdot \!s^{-1}} ».

### Lien entre énergie cinétique (ou totale) et quantité de mouvement
La quantité de mouvement et l'énergie cinétique (ou totale) d'une particule ont été définies à partir de sa vitesse ; éliminons la vitesse de façon à trouver un lien entre quantité de mouvement et énergie cinétique (ou totale) ; de {\displaystyle \color {white}{.}\;\color {black}{\vec {p}}\,c=\gamma \,mc^{2}\,{\vec {\beta }}=\gamma \,E_{0}\,{\vec {\beta }}\;\color {white}{.}} et de {\displaystyle \color {white}{.}\;\color {black}E=\gamma \,m\,c^{2}=\gamma \,E_{0}\;\color {white}{.}}, on déduit aisément l'expression de la vitesse relative {\displaystyle {\vec {\beta }}} en fonction des grandeurs cinétiques {\displaystyle {\vec {p}}\,c} et {\displaystyle E} :
reportant cette expression de vitesse relative dans le facteur de Lorentz {\displaystyle \color {white}{.}\;\color {black}\gamma ={\frac {1}{\sqrt {1-\beta ^{2}}}}\;\color {white}{.}}, on obtient {\displaystyle \color {white}{.}\;\color {black}\gamma ={\frac {1}{\sqrt {1-{\frac {{\vec {p}}^{\,2}\,c^{2}}{E^{2}}}}}}\;\color {white}{.}} ou, {\displaystyle \color {white}{.}\;\color {black}\gamma \;\color {white}{.}} étant d'autre part égal à {\displaystyle \color {white}{.}\;\color {black}{\frac {E}{E_{0}}}\;\color {white}{.}}, {\displaystyle \color {white}{.}\;\color {black}{\frac {E}{E_{0}}}={\frac {1}{\sqrt {1-{\frac {{\vec {p}}^{\,2}\,c^{2}}{E^{2}}}}}}\Leftrightarrow E\,{\sqrt {1-{\frac {{\vec {p}}^{\,2}\,c^{2}}{E^{2}}}}}=E_{0}\;\color {white}{.}} soit {\displaystyle \color {white}{.}\;\color {black}{\sqrt {E^{2}-{\vec {p}}^{\,2}\,c^{2}}}=E_{0}\;\color {white}{.}} ou, en élevant au carré, on en déduit {\displaystyle E^{2}=E_{0}^{\,2}+{\vec {p}}^{\,2}\,c^{2}\;\color {white}{.}} soit finalement, l'énergie totale étant positive :
{\displaystyle \color {white}{.}\qquad \qquad \color {black}E={\sqrt {E_{0}^{\,2}+{\vec {p}}^{\,2}\,c^{2}}}={\sqrt {m^{2}\,c^{4}+{\vec {p}}^{\,2}\,c^{2}}}\;\color {white}{.}}.
L'énergie cinétique s'obtient alors en retranchant l'énergie de masse soit {\displaystyle \color {white}{.}\qquad \color {black}E_{c}={\sqrt {E_{0}^{\,2}+{\vec {p}}^{\,2}\,c^{2}}}-E_{0}={\sqrt {m^{2}\,c^{4}+{\vec {p}}^{\,2}\,c^{2}}}-m\,c^{2}\;\color {white}{.}}.

## Propriétés des grandeurs cinétiques (relativistes) des particules de masse nulle
Les particules de masse nulle sont purement énergétiques, l'exemple le plus connu est le photon ; dans la dualité onde-corpuscule, un photon est la particule duale d'une onde électromagnétique ;
les particules de masse nulle se déplacent dans tout référentiel galiléen à la vitesse limite {\displaystyle c} laquelle s'identifie, dans la mesure où la masse théorique du photon est effectivement nulle, à la vitesse de propagation des ondes électromagnétiques dans le vide.

### Énergie des particules de masse nulle
Ces particules sans masse n'ayant évidemment pas d'énergie de masse, la seule énergie qu'on peut leur associer est une énergie liée à leur mouvement c.-à-d. l'énergie cinétique {\displaystyle \color {white}{.}\color {black}E_{c}\color {white}{.}} et, comme l'énergie de masse {\displaystyle \color {white}{.}\color {black}E_{0}=0\color {white}{.}}, c'est aussi l'énergie totale {\displaystyle \color {white}{.}\color {black}E\color {white}{.}} soit {\displaystyle \color {white}{.}\color {black}E=E_{c}\color {white}{.}} ;
c'est l'une des grandeurs cinétiques la plus facile à introduire pour une particule de masse nulle [par exemple un photon associé à une onde électromagnétique de fréquence {\displaystyle \nu } possède une énergie {\displaystyle E=h\,\nu } où {\displaystyle h} est la constante de Planck] ;
L'unité d'énergie du {\displaystyle S.I.} le {\displaystyle \color {white}{.}\color {black}J=kg\!\cdot \!m^{2}\!\cdot \!s^{-2}\color {white}{.}} est mal adaptée pour des particules élémentaires de masse nulle ; on utilise l'électron-volt de symbole {\displaystyle \color {white}{.}\color {black}eV\color {white}{.}} 
 [{\displaystyle \color {white}{.}\color {black}1\;eV\simeq 1,602\;10^{-19}\,J\color {white}{.}}] pour les photons associés aux ondes lumineuses ou {\displaystyle \color {white}{.}\qquad \qquad \qquad \qquad \qquad {.}} un multiple pour les particules plus énergétiques.

### Quantité de mouvement des particules de masse nulle
Dans la cinétique des particules matérielles relativistes il existe une relation entre grandeurs cinétiques dont la recherche de limite quand {\displaystyle m\rightarrow 0}, ne conduit pas à une forme indéterminée c'est {\displaystyle \color {white}{.}\color {black}E={\sqrt {E_{0}^{\,2}+{\vec {p}}^{\,2}\,c^{2}}}={\sqrt {m^{2}\,c^{4}+{\vec {p}}^{\,2}\,c^{2}}}\color {white}{.}} ; on prolonge la validité de cette formule aux particules de masse nulle et on en déduit {\displaystyle \color {white}{.}\color {black}E=\lVert {\vec {p}}\rVert \,c\color {white}{.}} ; la direction et le sens de déplacement de la particule de masse nulle sont choisies pour définir la direction et le sens de sa quantité de mouvement d'où :  
L'unité de norme de quantité de mouvement du {\displaystyle S.I.} le {\displaystyle \color {white}{.}\color {black}kg\!\cdot \!m\!\cdot \!s^{-1}\color {white}{.}} est mal adaptée pour des particules de masse nulle ; comme cette norme s'identifie à l'énergie au facteur {\displaystyle \color {white}{.}\color {black}{\frac {1}{c}}\color {white}{.}} près, on utilise l'unité dérivée l'{\displaystyle \color {white}{.}\color {black}eV/c\color {white}{.}} ; ainsi une quantité de mouvement de particule de masse nulle de norme égale à {\displaystyle \color {white}{.}\color {black}1\;eV/c\color {white}{.}} correspond à une énergie {\displaystyle \color {white}{.}\color {black}E=\lVert {\vec {p}}\rVert \,c\color {white}{.}} de valeur égale à {\displaystyle \color {white}{.}\color {black}1\;eV\color {white}{.}}.

## Espace de Minkowski et quadrivecteur «quantité de mouvement-énergie» d'une particule
L'espace de Minkowski est un espace affine pseudo-euclidien à quatre dimensions, modélisant l'espace-temps de la relativité restreinte ; 

la position d'une particule à un instant donné nécessitant la connaissance de « trois coordonnées spatiales et d'une temporelle » et, le temps de la relativité restreinte n'étant plus un temps absolu mais un temps relatif, l'affichage des quatre coordonnées spatio-temporelles est facilité dans le repère de Minkowski associé au référentiel d'espace-temps dans lequel on étudie la particule.

### Structure algébrique de l'espace de Minkowski
L'espace de Minkowski étant un espace affine de dimension quatre, il nécessite la donnée d'une origine spatio-temporelle et d'un espace vectoriel (dit associé) de dimension quatre (sur {\displaystyle \mathbb {R} }).

#### Intervalle d'espace-temps entre deux événements ponctuels dans une base vectorielle de premier vecteur temporel
Cette structure est complétée par la donnée, sur l'espace vectoriel associé, d'une  forme bilinéaire symétrique non-dégénérée, notée « {\displaystyle \color {white}{.}\color {black}({\tilde {A}}|{\tilde {B}})\color {white}{.}} ou {\displaystyle \color {white}{.}\color {black}{\tilde {A}}\!\cdot \!{\tilde {B}}\color {white}{.}} » : on suppose qu'il existe une base vectorielle {\displaystyle \color {white}{.}\color {black}({\tilde {u}}_{0};{\tilde {u}}_{1};{\tilde {u}}_{2};{\tilde {u}}_{3})\color {white}{.}} telle que {\displaystyle \color {white}{.}\color {black}({\tilde {A}}|{\tilde {B}})\,=\,A_{0}\,B_{0}-A_{1}\,B_{1}-A_{2}\,B_{2}-A_{3}\,B_{3}\color {white}{.}} dans lequel « {\displaystyle \color {white}{.}\color {black}{\tilde {A}}=A_{0}\,{\tilde {u}}_{0}+A_{1}\,{\tilde {u}}_{1}+A_{2}\,{\tilde {u}}_{2}+A_{3}\,{\tilde {u}}_{3}\color {white}{.}} » et « {\displaystyle \color {white}{.}\color {black}{\tilde {B}}=B_{0}\,{\tilde {u}}_{0}+B_{1}\,{\tilde {u}}_{1}+B_{2}\,{\tilde {u}}_{2}+B_{3}\,{\tilde {u}}_{3}\color {white}{.}} ».
Comme pour toute forme bilinéaire, il lui correspond une forme quadratique définissant le carré de la pseudo-norme ou de la pseudo-métrique : « {\displaystyle \color {white}{.}\color {black}({\tilde {A}}|{\tilde {A}})\,=\,A_{0}^{2}-A_{1}^{2}-A_{2}^{2}-A_{3}^{2}\color {white}{.}} »{\displaystyle \color {white}{.}\color {black}^{,}\color {white}{.}}.
Dans l'espace affine, les coordonnées du point spatio-temporel {\displaystyle \color {white}{.}\color {black}M_{t}\color {white}{.}}, sont définies par {\displaystyle \color {white}{.}\color {black}M_{t}\,(x_{0}=c\,t\,;\,x_{1}=x\,;\,x_{2}=y\,;\,x_{3}=z)\color {white}{.}} et on définit la distance entre deux points spatio-temporels {\displaystyle \color {white}{.}\color {black}M_{t}\;{\text{et}}\;M'_{t'}\color {white}{.}} (distance encore appelée intervalle d'espace-temps) par {\displaystyle \color {white}{.}\color {black}\Delta s_{(M_{t}\;;\;M'_{t'})}\color {white}{.}} grâce à la pseudo-métrique de l'espace de Minkowski dont le carré est égale au carré de la pseudo-norme du quadrivecteur « {\displaystyle \color {white}{.}\color {black}{\stackrel {\thicksim \thicksim \thicksim \rightsquigarrow }{M_{t}M'_{t'}}}\color {white}{.}} », soit {\displaystyle \color {white}{.}\color {black}\left[\Delta s_{(M_{t}\;;\;M'_{t'})}\right]^{\!2}=({\stackrel {\thicksim \thicksim \thicksim \rightsquigarrow }{M_{t}M'_{t'}}}|{\stackrel {\thicksim \thicksim \thicksim \rightsquigarrow }{M_{t}M'_{t'}}})={\stackrel {\thicksim \thicksim \thicksim \rightsquigarrow }{M_{t}M'_{t'}}}\!\cdot \!{\stackrel {\thicksim \thicksim \thicksim \rightsquigarrow }{M_{t}M'_{t'}}}\color {white}{.}}, cette dernière expression pouvant être écrite plus simplement « {\displaystyle {\stackrel {\thicksim \thicksim \thicksim \rightsquigarrow }{M_{t}M'_{t'}}}^{2}} ».
L'explicitation du carré de l'intervalle d'espace-temps entre les deux événements ponctuels {\displaystyle \color {white}{.}\color {black}M_{t}\;{\text{et}}\;M'_{t'}\color {white}{.}} donne, dans la base {\displaystyle \color {white}{.}\color {black}({\tilde {u}}_{0};{\tilde {u}}_{1};{\tilde {u}}_{2};{\tilde {u}}_{3})\color {white}{.}}, {\displaystyle \color {white}{.}\color {black}\left[\Delta s_{(M_{t}\;;\;M'_{t'})}\right]^{\!2}=c^{2}\left(t'-t\right)^{2}-\sum \limits _{j}^{1..3}\left(x'_{j}-x_{j}\right)^{2}\color {white}{.}} ; on peut, à l'aide des deux principes de la relativité restreinte, établir l'invariance du carré de l'intervalle d'espace-temps entre deux événements ponctuels par changement de référentiel spatio-temporel ; on distingue alors le cas où {\displaystyle \left[\Delta s_{(M_{t}\;;\;M'_{t'})}\right]^{\!2}\geq 0\color {white}{.}} correspondant à la possibilité d'un lien causal entre les deux événements, du cas où {\displaystyle \color {white}{.}\color {black}\left[\Delta s_{(M_{t}\;;\;M'_{t'})}\right]^{\!2}<0\color {white}{.}} interdisant tout lien causal entre ces événements ;
- si {\displaystyle \color {white}{.}\color {black}\left[\Delta s_{(M_{t}\;;\;M'_{t'})}\right]^{\!2}=0\color {white}{.}}, l'intervalle d'espace-temps est dit du genre lumière, seules les particules de masse nulle (les photons par exemple) peuvent joindre les deux événements ;
- si {\displaystyle \color {white}{.}\color {black}\left[\Delta s_{(M_{t}\;;\;M'_{t'})}\right]^{\!2}>0\color {white}{.}}, l'intervalle d'espace-temps est dit du genre temps, de {\displaystyle \left[\Delta s_{(M_{t}\;;\;M'_{t'})}\right]^{\!2}=c^{2}\,(\Delta t)^{2}-\lVert {\vec {\Delta l}}\rVert ^{2}>0\color {white}{.}} avec {\displaystyle \lVert {\vec {\Delta l}}\rVert ^{2}=} {\displaystyle \sum \limits _{j}^{1..3}\left(x'_{j}-x_{j}\right)^{2}} on déduit {\displaystyle \color {white}{.}\color {black}{\frac {\lVert {\vec {\Delta l}}\rVert ^{2}}{(\Delta t)^{2}}}<c^{2}\color {white}{.}}, ce qu'on interprète dans le référentiel où les mesures ont été faites, en disant qu'un mobile partant de l'endroit du premier événement ponctuel à l'instant de réalisation de ce dernier et allant à la vitesse constante {\displaystyle \color {white}{.}\color {black}{\frac {\lVert {\vec {\Delta l}}\rVert }{|\Delta t|}}\color {white}{.}} dans la bonne direction peut atteindre l'endroit du deuxième événement ponctuel à l'instant où ce dernier se produit et vice-versa ; on peut alors montrer qu'il existe un référentiel spatio-temporel dans lequel les événements se produisent au même endroit : dans ce référentiel, la distance spatiale entre les deux événements est nul {\displaystyle \Rightarrow } {\displaystyle \left[\Delta s_{(M_{t}\;;\;M'_{t'})}\right]^{\!2}\,=\,c^{2}\left(\Delta t_{p}\right)^{2}} ; ainsi on peut définir l'écart de temps séparant ces deux événements dans le référentiel où ils se produisent au même endroit {\displaystyle \color {white}{.}\color {black}|\Delta t_{p}|=|\Delta s_{(M_{t}\;;\;M'_{t'})}|{\big /}c\color {white}{.}}, appelée temps propre ;
- si {\displaystyle \color {white}{.}\color {black}\left[\Delta s_{(M_{t}\;;\;M'_{t'})}\right]^{\!2}<0\color {white}{.}}, l'intervalle d'espace-temps est dit du genre espace, de {\displaystyle \left[\Delta s_{(M_{t}\;;\;M'_{t'})}\right]^{\!2}=c^{2}\,(\Delta t)^{2}-\lVert {\vec {\Delta l}}\rVert ^{2}<0\color {white}{.}} avec {\displaystyle \lVert {\vec {\Delta l}}\rVert ^{2}=} {\displaystyle \sum \limits _{j}^{1..3}\left(x'_{j}-x_{j}\right)^{2}} on déduit {\displaystyle \color {white}{.}\color {black}{\frac {\lVert {\vec {\Delta l}}\rVert ^{2}}{(\Delta t)^{2}}}>c^{2}\color {white}{.}}, ce qu'on interprète dans le référentiel où les mesures ont été faites, en disant qu'aucun mobile ou aucune onde électromagnétique partant de l'endroit du premier événement ponctuel à l'instant de réalisation de ce dernier ne peut atteindre l'endroit du deuxième événement ponctuel à l'instant où ce dernier se produit et vice-versa, quelle que soit dans la direction considérée ; il ne peut donc pas y avoir de lien causal entre les deux événements ; on peut alors montrer qu'il existe un référentiel spatio-temporel dans lequel les événements sont simultanés : dans ce référentiel, l'écart de temps entre les deux événements est nul, d'où {\displaystyle \left[\Delta s_{(M_{t}\;;\;M'_{t'})}\right]^{\!2}\,=\,-\lVert {\vec {\Delta l}}\rVert ^{2}} ; ainsi on peut définir la distance spatiale entre les deux événements dans le référentiel où ils sont simultanés {\displaystyle \lVert {\vec {\Delta l}}\rVert ={\sqrt {-\left[\Delta s_{(M_{t}\;;\;M'_{t'})}\right]^{\!2}}}\color {white}{.}}, appelée distance propre.

#### Intervalle d'espace-temps entre deux événements ponctuels dans une base vectorielle de dernier vecteur temporel
On trouve aussi le choix où le dernier vecteur de base est temporel correspondant à la base vectorielle {\displaystyle \color {white}{.}\color {black}({\tilde {u}}_{1}\,;\,{\tilde {u}}_{2}\,;\,{\tilde {u}}_{3}\,;\,{\tilde {u}}_{4})\color {white}{.}} ; avec {\displaystyle \color {white}{.}\color {black}{\tilde {A}}=A_{1}\,{\tilde {u}}_{1}+A_{2}\,{\tilde {u}}_{2}+A_{3}\,{\tilde {u}}_{3}+A_{4}\,{\tilde {u}}_{4}\color {white}{.}} et {\displaystyle \color {white}{.}\color {black}{\tilde {B}}=B_{1}\,{\tilde {u}}_{1}+B_{2}\,{\tilde {u}}_{2}+B_{3}\,{\tilde {u}}_{3}+B_{4}\,{\tilde {u}}_{4}\color {white}{.}} dans la base précédemment définie, on introduit, sur l'espace vectoriel associé, une forme bilinéaire symétrique non-dégénérée, notée {\displaystyle \color {white}{.}\color {black}({\tilde {A}}|{\tilde {B}})\color {white}{.}} ou {\displaystyle \color {white}{.}\color {black}{\tilde {A}}\!\cdot \!{\tilde {B}}\color {white}{.}} à laquelle on fait correspondre une forme quadratique définissant le carré de la pseudo-norme ou de la pseudo-métrique : « {\displaystyle \color {white}{.}\color {black}({\tilde {A}}|{\tilde {A}})\,=\,A_{1}^{2}+A_{2}^{2}+A_{3}^{2}-A_{4}^{2}\color {white}{.}} ».
Les coordonnées du point spatio-temporel {\displaystyle \color {white}{.}\color {black}M_{t}\color {white}{.}}, sont définies par {\displaystyle \color {white}{.}\color {black}M_{t}\,(x_{1}=x\,;\,x_{2}=y\,;\,x_{3}=z\,;\,x_{4}=c\,t)\color {white}{.}} dans l'espace affine de Minkowski, et on définit la distance entre deux points spatio-temporels {\displaystyle \color {white}{.}\color {black}M_{t}\;{\text{et}}\;M'_{t'}\color {white}{.}} (distance encore appelée intervalle d'espace-temps) par {\displaystyle \color {white}{.}\color {black}\Delta s_{(M_{t}\;;\;M'_{t'})}\color {white}{.}} grâce à la pseudo-métrique de l'espace de Minkowski dont le carré est égale au carré de la pseudo-norme du quadrivecteur {\displaystyle \color {white}{.}\color {black}{\stackrel {\thicksim \thicksim \thicksim \rightsquigarrow }{M_{t}M'_{t'}}}\color {white}{.}}, soit {\displaystyle \color {white}{.}\color {black}\left[\Delta s_{(M_{t}\;;\;M'_{t'})}\right]^{\!2}=({\stackrel {\thicksim \thicksim \thicksim \rightsquigarrow }{M_{t}M'_{t'}}}|{\stackrel {\thicksim \thicksim \thicksim \rightsquigarrow }{M_{t}M'_{t'}}})={\stackrel {\thicksim \thicksim \thicksim \rightsquigarrow }{M_{t}M'_{t'}}}\!\cdot \!{\stackrel {\thicksim \thicksim \thicksim \rightsquigarrow }{M_{t}M'_{t'}}}\color {white}{.}}, cette dernière expression s'écrivant plus simplement {\displaystyle {\stackrel {\thicksim \thicksim \thicksim \rightsquigarrow }{M_{t}M'_{t'}}}^{2}}.
L'explicitation du carré de l'intervalle d'espace-temps entre les deux événements ponctuels {\displaystyle \color {white}{.}\color {black}M_{t}\;{\text{et}}\;M'_{t'}\color {white}{.}} donne, dans la base {\displaystyle \color {white}{.}\color {black}({\tilde {u}}_{1};{\tilde {u}}_{2};{\tilde {u}}_{3};{\tilde {u}}_{4})\color {white}{.}}, {\displaystyle \color {white}{.}\color {black}\left[\Delta s_{(M_{t}\;;\;M'_{t'})}\right]^{\!2}=\sum \limits _{j}^{1..3}\left(x'_{j}-x_{j}\right)^{2}-c^{2}\left(t'-t\right)^{2}\color {white}{.}} c.-à-d. l'opposé de ce qu'on trouvait avec le choix de la base {\displaystyle \color {white}{.}\color {black}({\tilde {u}}_{0};{\tilde {u}}_{1};{\tilde {u}}_{2};{\tilde {u}}_{3})\color {white}{.}} ; comme avec l'autre choix de base, on peut affirmer l'invariance du carré de l'intervalle d'espace-temps entre deux événements ponctuels par changement de référentiel spatio-temporel et distinguer le cas où {\displaystyle \left[\Delta s_{(M_{t}\;;\;M'_{t'})}\right]^{\!2}\leq 0\color {white}{.}} correspondant à la possibilité d'un lien causal entre les deux événements et le cas où {\displaystyle \color {white}{.}\color {black}\left[\Delta s_{(M_{t}\;;\;M'_{t'})}\right]^{\!2}>0\color {white}{.}} interdisant tout lien causal entre ces événements ;
- si {\displaystyle \color {white}{.}\color {black}\left[\Delta s_{(M_{t}\;;\;M'_{t'})}\right]^{\!2}=0\color {white}{.}}, l'intervalle d'espace-temps est dit du genre lumière, seules les particules de masse nulle (les photons par exemple) peuvent joindre les deux événements ;
- si {\displaystyle \color {white}{.}\color {black}\left[\Delta s_{(M_{t}\;;\;M'_{t'})}\right]^{\!2}<0\color {white}{.}}, l'intervalle d'espace-temps est dit du genre temps, de {\displaystyle \left[\Delta s_{(M_{t}\;;\;M'_{t'})}\right]^{\!2}=\lVert {\vec {\Delta l}}\rVert ^{2}-c^{2}\,(\Delta t)^{2}<0\color {white}{.}} avec {\displaystyle \lVert {\vec {\Delta l}}\rVert ^{2}=} {\displaystyle \sum \limits _{j}^{1..3}\left(x'_{j}-x_{j}\right)^{2}} on déduit {\displaystyle \color {white}{.}\color {black}{\frac {\lVert {\vec {\Delta l}}\rVert ^{2}}{(\Delta t)^{2}}}<c^{2}\color {white}{.}}, ce qu'on interprète dans le référentiel où les mesures ont été faites, en disant qu'un mobile partant de l'endroit du premier événement ponctuel à l'instant de réalisation de ce dernier et allant à la vitesse constante {\displaystyle \color {white}{.}\color {black}{\frac {\lVert {\vec {\Delta l}}\rVert }{|\Delta t|}}\color {white}{.}} dans la bonne direction peut atteindre l'endroit du deuxième événement ponctuel à l'instant où ce dernier se produit et vice-versa ; on peut alors montrer qu'il existe un référentiel spatio-temporel dans lequel les événements se produisent au même endroit : dans ce référentiel, la distance spatiale entre les deux événements est nul, d'où {\displaystyle \left[\Delta s_{(M_{t}\;;\;M'_{t'})}\right]^{\!2}\,=\,-c^{2}\left(\Delta t_{p}\right)^{2}} ; ainsi on peut définir l'écart de temps séparant ces deux événements dans le référentiel où ils se produisent au même endroit {\displaystyle \color {white}{.}\color {black}|\Delta t_{p}|=|\Delta s_{(M_{t}\;;\;M'_{t'})}|{\big /}c\color {white}{.}}, appelée temps propre ;
- si {\displaystyle \color {white}{.}\color {black}\left[\Delta s_{(M_{t}\;;\;M'_{t'})}\right]^{\!2}>0\color {white}{.}}, l'intervalle d'espace-temps est dit du genre espace, de {\displaystyle \left[\Delta s_{(M_{t}\;;\;M'_{t'})}\right]^{\!2}=\lVert {\vec {\Delta l}}\rVert ^{2}-c^{2}\,(\Delta t)^{2}>0\color {white}{.}} avec {\displaystyle \lVert {\vec {\Delta l}}\rVert ^{2}=} {\displaystyle \sum \limits _{j}^{1..3}\left(x'_{j}-x_{j}\right)^{2}} on déduit {\displaystyle \color {white}{.}\color {black}{\frac {\lVert {\vec {\Delta l}}\rVert ^{2}}{(\Delta t)^{2}}}>c^{2}\color {white}{.}}, ce qu'on interprète dans le référentiel où les mesures ont été faites, en disant qu'aucun mobile ou aucune onde électromagnétique partant de l'endroit du premier événement ponctuel à l'instant de réalisation de ce dernier ne peut atteindre l'endroit du deuxième événement ponctuel à l'instant où ce dernier se produit et vice-versa, quelle que soit dans la direction considérée ; il ne peut donc pas y avoir de lien causal entre les deux événements ; on peut alors montrer qu'il existe un référentiel spatio-temporel dans lequel les événements sont simultanés : dans ce référentiel, l'écart de temps entre les deux événements est nul, d'où {\displaystyle \left[\Delta s_{(M_{t}\;;\;M'_{t'})}\right]^{\!2}\,=\,\lVert {\vec {\Delta l}}\rVert ^{2}} ; ainsi on peut définir la distance spatiale entre les deux événements dans le référentiel où ils sont simultanés {\displaystyle \lVert {\vec {\Delta l}}\rVert =\Delta s_{(M_{t}\;;\;M'_{t'})}\color {white}{.}}, appelée distance propre.

### Autre définition de l'espace vectoriel associé à l'espace de Minkowski, quadrivecteurs à composante de temps imaginaire pure
Si on s'intéresse au choix de base vectorielle {\displaystyle \color {white}{.}\color {black}({\tilde {u}}_{1}\,;\,{\tilde {u}}_{2}\,;\,{\tilde {u}}_{3}\,;\,{\tilde {u}}_{4})\color {white}{.}} dans l'espace vectoriel de dimension quatre défini sur {\displaystyle \mathbb {R} } associé à l'espace de Minkowski, ainsi qu'au choix correspondant de pseudo-norme {\displaystyle ({\tilde {A}}|{\tilde {A}})\,=\,A_{1}^{2}+A_{2}^{2}+A_{3}^{2}-A_{4}^{2}\color {white}{.}} avec {\displaystyle {\tilde {A}}=A_{1}\,{\tilde {u}}_{1}+A_{2}\,{\tilde {u}}_{2}+A_{3}\,{\tilde {u}}_{3}+A_{4}\,{\tilde {u}}_{4}\color {white}{.}}, les trois composantes spatiales et la composante de temps étant réelles, on peut être tenté de modifier la définition de l'espace vectoriel associé dans le but d'aboutir à une pseudo-norme semblable à la norme euclidienne de carré {\displaystyle \color {white}{.}\color {black}\lVert {\tilde {A}}\rVert ^{2}=({\tilde {A}}|{\tilde {A}})\,=\,A_{1}^{2}+A_{2}^{2}+A_{3}^{2}+{A'}_{4}^{2}\color {white}{.}}, ceci pouvant être réalisé en imposant {\displaystyle \color {white}{.}\color {black}{A'}_{4}^{2}=-A_{4}^{2}\color {white}{.}} ou 
 « {\displaystyle \color {white}{.}\color {black}{A'}_{4}=i\,A_{4}\color {white}{.}} » soit {\displaystyle \color {white}{.}\color {black}{A'}_{4}\in i\,\mathbb {R} \color {white}{.}} ;
ainsi, à condition de définir la quatrième composante de temps {\displaystyle \color {white}{.}\color {black}{A'}_{4}\color {white}{.}} du quadrivecteur dans {\displaystyle \color {white}{.}\color {black}i\,\mathbb {R} \color {white}{.}}, les trois composantes spatiales {\displaystyle \color {white}{.}\color {black}(A_{1},\,A_{2},\,A_{3})\color {white}{.}} restant réelles c.-à-d. {\displaystyle \color {white}{.}\color {black}{\tilde {A}}=A_{1}\,{\tilde {u}}_{1}+A_{2}\,{\tilde {u}}_{2}+A_{3}\,{\tilde {u}}_{3}+{A'}_{4}\,{\tilde {u}}_{4}\color {white}{.}}, la pseudo-norme définie dans l'espace vectoriel associé à l'espace de Minkowski a un carré s'écrivant « {\displaystyle \color {white}{.}\color {black}\lVert {\tilde {A}}\rVert ^{2}=({\tilde {A}}|{\tilde {A}})\,=\,A_{1}^{2}+A_{2}^{2}+A_{3}^{2}+{A'}_{4}^{2}\color {white}{.}} » ; de nos jours, cette définition de l'espace vectoriel associé à l'espace de Minkowski introduisant des quadrivecteurs à composante de temps imaginaire pure est peu utilisée.
Les coordonnées du point spatio-temporel {\displaystyle \color {white}{.}\color {black}M_{t}\color {white}{.}}, sont définies par {\displaystyle \color {white}{.}\color {black}M_{t}\,(x_{1}=x\,;\,x_{2}=y\,;\,x_{3}=z\,;\,{x'}_{4}=i\,c\,t)\color {white}{.}} dans l'espace affine de Minkowski, et on définit la distance entre deux points spatio-temporels {\displaystyle \color {white}{.}\color {black}M_{t}\;{\text{et}}\;M'_{t'}\color {white}{.}} (distance encore appelée intervalle d'espace-temps) par {\displaystyle \color {white}{.}\color {black}\Delta s_{(M_{t}\;;\;M'_{t'})}\color {white}{.}} grâce à la pseudo-métrique de l'espace de Minkowski dont le carré est égale au carré de la pseudo-norme du quadrivecteur {\displaystyle \color {white}{.}\color {black}{\stackrel {\thicksim \thicksim \thicksim \rightsquigarrow }{M_{t}M'_{t'}}}\color {white}{.}}, soit {\displaystyle \color {white}{.}\color {black}\left[\Delta s_{(M_{t}\;;\;M'_{t'})}\right]^{\!2}=({\stackrel {\thicksim \thicksim \thicksim \rightsquigarrow }{M_{t}M'_{t'}}}|{\stackrel {\thicksim \thicksim \thicksim \rightsquigarrow }{M_{t}M'_{t'}}})={\stackrel {\thicksim \thicksim \thicksim \rightsquigarrow }{M_{t}M'_{t'}}}\!\cdot \!{\stackrel {\thicksim \thicksim \thicksim \rightsquigarrow }{M_{t}M'_{t'}}}\color {white}{.}}, cette dernière expression s'écrivant plus simplement {\displaystyle {\stackrel {\thicksim \thicksim \thicksim \rightsquigarrow }{M_{t}M'_{t'}}}^{2}}.
L'explicitation du carré de l'intervalle d'espace-temps entre les deux événements ponctuels {\displaystyle \color {white}{.}\color {black}M_{t}\;{\text{et}}\;M'_{t'}\color {white}{.}} donne, dans la base {\displaystyle \color {white}{.}\color {black}({\tilde {u}}_{1};{\tilde {u}}_{2};{\tilde {u}}_{3};{\tilde {u}}_{4})\color {white}{.}}, {\displaystyle \color {white}{.}\color {black}\left[\Delta s_{(M_{t}\;;\;M'_{t'})}\right]^{\!2}=\sum \limits _{j}^{1..3}\left(x'_{j}-x_{j}\right)^{2}-c^{2}\left(t'-t\right)^{2}\color {white}{.}} c.-à-d. exactement le même résultat que celui obtenu dans la sous-section précédente ; on peut donc en tirer exactement les mêmes conclusions...
Le choix entre une pseudo-métrique de signature {\displaystyle \color {white}{.}\color {black}(+\,;\,+;\,+;\,-)\color {white}{.}} et des quadrivecteurs à composante temporelle réelle d'une part et d'autre part une pseudo-métrique de signature {\displaystyle \color {white}{.}\color {black}(+\,;\,+;\,+;\,+)\color {white}{.}} semblable à une norme euclidienne mais des quadrivecteurs à composante temporelle imaginaire pure n'est qu'une question de préférence.

### Propriétés de l'ensemble des transformations affines de l'espace de Minkowski
L'ensemble des transformations affines de l'espace de Minkowski qui laissent invariante la pseudo-métrique forme un groupe nommé groupe de Poincaré dont les transformations de Lorentz forment un sous-groupe.

### Quadrivecteur «quantité de mouvement-énergie» d'une particule
Nous reprenons temporairement la distinction particule matérielle et particule de masse nulle dans un référentiel d'espace-temps auquel on associe un espace de Minkowski pour finalement aboutir à une introduction commune - à condition de laisser de côté la notion de vitesse de la particule.

#### Cas d'une particule matérielle
Dans un référentiel spatio-temporel, la quantité de mouvement d'une particule de masse {\displaystyle m>0} et de vitesse {\displaystyle {\vec {v}}} se simplifie en fonction de sa vitesse relative 
 « {\displaystyle \color {white}{.}\color {black}{\vec {\beta }}={\frac {\vec {v}}{c}}\color {white}{.}} » et de son facteur de Lorentz associé « {\displaystyle \color {white}{.}\color {black}\gamma ={\frac {1}{\sqrt {1-\beta ^{2}}}}\color {white}{.}} », en : {\displaystyle \color {white}{.}\qquad \qquad \qquad \qquad \color {black}{\vec {p}}=\gamma \,m\,c\,{\vec {\beta }}}.
Dans le même référentiel d'espace-temps, l'énergie totale de la particule de masse {\displaystyle m>0} et de vitesse {\displaystyle {\vec {v}}} s'exprime simplement en fonction de son facteur de Lorentz « {\displaystyle \color {white}{.}\color {black}\gamma ={\frac {1}{\sqrt {1-\beta ^{2}}}}\color {white}{.}} », {\displaystyle \color {white}{.}\color {black}\beta =\lVert {\vec {\beta }}\rVert ={\frac {\lVert {\vec {v}}\rVert }{c}}\color {white}{.}} étant la norme de sa vitesse relative, selon : {\displaystyle \color {white}{.}\qquad \color {black}E=\gamma \,m\,c^{2}}.
Dans l'espace de Minkowski associé au référentiel d'espace-temps, et avec le choix d'une base vectorielle {\displaystyle \color {white}{.}\color {black}({\tilde {u}}_{0};{\tilde {u}}_{1};{\tilde {u}}_{2};{\tilde {u}}_{3})\color {white}{.}} on définit le quadrivecteur quantité de mouvement-énergie de la particule selon « {\displaystyle \color {white}{.}\color {black}{\tilde {P}}=P_{0}\,{\tilde {u}}_{0}+P_{1}\,{\tilde {u}}_{1}+P_{2}\,{\tilde {u}}_{2}+P_{3}\,{\tilde {u}}_{3}\color {white}{.}} » avec {\displaystyle \color {white}{.}\color {black}P_{0}={\frac {E}{c}}\color {white}{.}} sa composante d'énergie totale et {\displaystyle \color {white}{.}\color {black}\left(P_{1},\,P_{2},\,P_{3}\right)=\left(p_{x},\,p_{y},\,p_{z}\right)={\vec {p}}\color {white}{.}} ses composantes de quantité de mouvement, sa pseudo-norme étant de carré défini par {\displaystyle \color {white}{.}\color {black}({\tilde {P}}|{\tilde {P}})\,=\,{\tilde {P}}^{2}\,=\,P_{0}^{2}-P_{1}^{2}-P_{2}^{2}-P_{3}^{2}\,=\,\left({\frac {E}{c}}\right)^{\!\!2}-{\vec {p}}^{\,2}\color {white}{.}} ;
pour que la grandeur définie par {\displaystyle \color {white}{.}\color {black}{\tilde {P}}={\frac {E}{c}}\,{\tilde {u}}_{0}+p_{x}\,{\tilde {u}}_{x}+p_{y}\,{\tilde {u}}_{y}+p_{z}\,{\tilde {u}}_{z}\color {white}{.}} soit effectivement un quadrivecteur, la grandeur censée correspondre à sa pseudo-norme doit être un invariant par changement de référentiel, or {\displaystyle \color {white}{.}\color {black}{\frac {E}{c}}=\gamma \,m\,c\color {white}{.}} et {\displaystyle \color {white}{.}\color {black}{\vec {p}}=\gamma \,m\,c\,{\vec {\beta }}\color {white}{.}} reportées dans l'expression devant correspondre au carré de la pseudo-norme donne {\displaystyle \color {white}{.}\color {black}{\tilde {P}}^{2}\,=\,\gamma ^{2}\,m^{2}\,c^{2}-\gamma ^{2}\,m^{2}\,c^{2}\,{\vec {\beta }}^{\,2}\,=\gamma ^{2}\,m^{2}\,c^{2}\left(1-\beta ^{2}\right)\color {white}{.}} soit enfin, avec {\displaystyle \color {white}{.}\color {black}\gamma ={\frac {1}{\sqrt {1-\beta ^{2}}}}\color {white}{.}}, {\displaystyle \color {white}{.}\color {black}{\tilde {P}}^{2}\,=\,m^{2}\,c^{2}\,=\left({\frac {E_{0}}{c}}\right)^{\!\!2}\color {white}{.}} où {\displaystyle \color {white}{.}\color {black}E_{0}=m\,c^{2}\color {white}{.}} est l'énergie de masse de la particule (effectivement invariante par changement de référentiel) ;
l'invariant relativiste du quadrivecteur quantité de mouvement-énergie permet de retrouver le lien entre énergie totale et quantité de mouvement du § 3.4 
 car {\displaystyle \color {white}{.}\color {black}{\tilde {P}}^{2}\,=\,\left({\frac {E}{c}}\right)^{\!\!2}-{\vec {p}}^{\,2}\,=\left({\frac {E_{0}}{c}}\right)^{\!\!2}\color {white}{.}} se réécrit {\displaystyle \color {white}{.}\color {black}E^{2}-{\vec {p}}^{\,2}\,c^{2}=E_{0}^{2}\color {white}{.}} ou {\displaystyle \color {white}{.}\color {black}E^{2}=E_{0}^{2}+{\vec {p}}^{\,2}\,c^{2}\color {white}{.}} soit enfin, l'énergie totale étant positive, {\displaystyle \color {white}{.}\color {black}E={\sqrt {E_{0}^{\,2}+{\vec {p}}^{\,2}\,c^{2}}}={\sqrt {m^{2}\,c^{4}+{\vec {p}}^{\,2}\,c^{2}}}\;\color {white}{.}}.

#### Cas d'une particule de masse nulle
Dans un référentiel spatio-temporel, la quantité de mouvement {\displaystyle \color {white}{.}\color {black}{\vec {p}}\color {white}{.}} d'une particule de masse nulle se détermine à partir de son énergie {\displaystyle \color {white}{.}\color {black}E\color {white}{.}} (totale ou cinétique, car il n'y a pas d'énergie de masse) selon : {\displaystyle \color {white}{.}\color {black}{\vec {p}}={\frac {E}{c}}\,{\vec {u}}} où {\displaystyle \color {white}{.}\color {black}c\color {white}{.}} est la norme de la vitesse limite (également celle de la vitesse de la particule) et {\displaystyle \color {white}{.}\color {black}{\vec {u}}} un vecteur unitaire dans la direction et le sens du mouvement de la particule.
On en déduit aisément le quadrivecteur quantité de mouvement-énergie de la particule par {\displaystyle \color {white}{.}\color {black}{\tilde {P}}={\frac {E}{c}}\,{\tilde {u}}_{0}+p_{x}\,{\tilde {u}}_{x}+p_{y}\,{\tilde {u}}_{y}+p_{z}\,{\tilde {u}}_{z}\color {white}{.}} ou encore {\displaystyle \color {white}{.}\color {black}{\tilde {P}}={\frac {E}{c}}\,{\tilde {u}}_{0}+{\vec {p}}\color {white}{.}} et on vérifie le caractère quadrivectoriel de la grandeur introduite car le paramètre censé correspondre à sa pseudo-norme est invariant par changement de référentiel, en effet l'utilisation du lien entre {\displaystyle \color {white}{.}\color {black}E\color {white}{.}} et {\displaystyle \color {white}{.}\color {black}{\vec {p}}\color {white}{.}} donne {\displaystyle \color {white}{.}\color {black}{\tilde {P}}^{2}\,=\,\left({\frac {E}{c}}\right)^{\!2}-{\vec {p}}^{\,2}\,=\,0\color {white}{.}} évidemment invariant.

#### Cas général d'une particule matérielle ou de masse nulle
Ainsi que la particule soit matérielle ou de masse nulle, on peut lui associer un quadrivecteur quantité de mouvement-énergie {\displaystyle \color {white}{.}\color {black}{\tilde {P}}={\frac {E}{c}}\,{\tilde {u}}_{0}+{\vec {p}}\color {white}{.}} dont le carré de la pseudo-norme est l'invariant relativiste {\displaystyle \color {white}{.}\color {black}{\tilde {P}}^{2}\,=\,\left({\frac {E_{0}}{c}}\right)^{\!\!2}\,=\,m^{2}\,c^{2}\color {white}{.}} c.-à-d. le carré de l'énergie de masse divisée par {\displaystyle \color {white}{.}\color {black}c^{2}\color {white}{.}} si la particule est matérielle ou {\displaystyle \color {white}{.}\color {black}0\color {white}{.}} si elle est sans masse.

## Distinction «cinématique, cinétique et dynamique» d'une particule matérielle
La cinématique est l'étude du mouvement indépendamment de toute notion physique, c'est donc une partie des mathématiques introduite sans faire intervenir l'inertie de l'objet.
La cinétique est l'étude du mouvement en tenant compte de l'inertie de l'objet : ainsi une mouche et un camion de quinze tonnes seront décrits par la même cinématique s'ils ont le même mouvement mais ils n'auront évidemment pas la même cinétique (en dehors de toute action sur l'objet, on ne pourra pas les distinguer - ils ont la même cinématique - mais dès lors que l'on souhaite modifier leur cinématique, il faudra imposer une action nettement plus grande sur le camion de quinze tonnes que sur la mouche prouvant qu'ils n'ont pas la même cinétique).
La dynamique est l'étude du lien existant entre la cinétique et les causes la modifiant ; ces causes dépendent des grandeurs cinétiques introduites :
- les causes de modification de la quantité de mouvement « {\displaystyle {\vec {p}}} » sont les forces appliquées « {\displaystyle {\vec {F}}_{k}} », la relation les liant est donnée par le principe fondamental de la dynamique qui postule l'existence d'un référentiel dit galiléen où « {\displaystyle \sum _{k}{\vec {F}}_{k}={\frac {d{\vec {p}}}{dt}}(t)} » (relation valable en dynamique classique ou relativiste) ;
- les causes de modification du moment cinétique calculé relativement à {\displaystyle O} « {\displaystyle {\vec {\sigma }}_{O}} » sont les moments des forces appliquées calculés relativement à {\displaystyle O} 
 « {\displaystyle {\overrightarrow {\mathcal {M}}}_{O}\!\left({\vec {F}}_{k}\right)} », la relation les liant est donnée par le théorème du moment cinétique applicable dans un référentiel galiléen avec {\displaystyle O} point fixe de ce référentiel soit « {\displaystyle \sum _{k}{\overrightarrow {\mathcal {M}}}_{O}\!\left({\vec {F}}_{k}\right)={\frac {d{\vec {\sigma }}_{O}}{dt}}(t)} » (valable en dynamique classique ou relativiste) ;
- les causes de modification de l'énergie cinétique « {\displaystyle E_{c}} » sont les puissances des forces « {\displaystyle {\mathcal {P}}\!\left({\vec {F}}_{k}\right)} », la relation les liant est donnée par le théorème de la puissance cinétique applicable dans un référentiel galiléen soit « {\displaystyle \sum _{k}{\mathcal {P}}\!\left({\vec {F}}_{k}\right)={\frac {dE_{c}}{dt}}(t)} » (valable en dynamique classique ou relativiste) [la dérivée temporelle de l'énergie cinétique « {\displaystyle {\frac {dE_{c}}{dt}}={\dot {E}}_{c}} » est appelée « puissance cinétique »] ;
- formellement les relations ou théorèmes précisant comment les grandeurs cinétiques varient au cours du temps compte tenu des causes les modifiant s'écrivent : « {\displaystyle \sum _{k}\left({\text{cause de modification de la grandeur cinétique}}\right)_{k}={\frac {d\left({\text{grandeur cinétique}}\right)}{dt}}(t)} » dans n'importe quel référentiel galiléen.

## Prolongements possibles de l'article
L'étude faite dans cet article peut être prolongée :
- à un système discret de points matériels dans le cadre newtonien ou relativiste, 
......pour la résultante cinétique newtonienne (ou quantité de mouvement totale) du système on ajoute les quantités de mouvement de tous les points matériels, 
......pour la résultante cinétique relativiste du système on ajoute encore les quantités de mouvement de tous les points matériels,
......pour le moment cinétique résultant newtonien[56] du système relativement au point {\displaystyle O}, on ajoute les moments cinétiques de tous les points matériels relativement au point {\displaystyle O},
......pour le moment cinétique résultant relativiste du système, on ajoute encore les moments cinétiques de tous les points matériels relativement au point {\displaystyle O},
......pour l'énergie cinétique résultante newtonienne du système[56],[57], on ajoute les énergies cinétiques de tous les points matériels,
......pour l'énergie cinétique résultante relativiste du système[58], on ajoute encore les énergies cinétiques de tous les points matériels[59] ;
- à un système discret de points purement énergétiques (évidemment) dans le cadre relativiste, on définit la résultante cinétique, le moment cinétique résultant relativement à un point {\displaystyle O} et l'énergie cinétique résultante comme la somme des grandeurs individuelles correspondantes à savoir la quantité de mouvement du point générique, le moment cinétique {\displaystyle {\vec {\sigma }}_{O}={\overrightarrow {OM}}\wedge {\vec {p}}} où {\displaystyle {\vec {p}}} est la quantité de mouvement du point générique et l'énergie cinétique du point générique ;
- à un système continu de matière dans le cadre newtonien[60], on commence par définir les grandeurs cinétiques volumiques 
......pour la quantité de mouvement volumique newtonienne du système on multiplie la masse volumique de l'échantillon mésoscopique entourant le point générique {\displaystyle M} par la vitesse de ce dernier, la résultante cinétique newtonienne du système continu de matière s'obtenant selon {\displaystyle \iiint _{V}\rho (M)\,{\vec {v}}(M)\,dV}[61],
......pour le moment cinétique résultant[62] du système relativement à un point {\displaystyle O}, le moment résultant cinétique newtonien du système relativement à {\displaystyle O} s'obtient en ajoutant tous les moments cinétiques des échantillons mésoscopiques individuels relativement à {\displaystyle O},
......pour l'énergie cinétique résultante newtonienne[63] du système, l'énergie cinétique résultante newtonienne du système s'obtient en ajoutant toutes les énergies cinétiques des échantillons mésoscopiques individuels.

Il est aussi possible de prolonger la définition de la quantité de mouvement ou du moment cinétique dans le cadre de la mécanique analytique, voir la notion d'impulsion généralisée et en particulier voir quand celle-ci s'identifie à la quantité de mouvement ou au moment cinétique.
Enfin la grandeur cinétique impulsion ou moment cinétique de la mécanique analytique se prolonge en opérateur impulsion ou moment cinétique de la mécanique quantique, voir l'opérateur impulsion de la mécanique quantique.